# 済南市
済南市（さいなんし、中国語：济南市、英：Jinan）は、中華人民共和国山東省に位置する副省級市。山東省の西部に位置し、省都として省内の通商、教育、政治、文化、医療の中心としての地位を占める。市中を黄河が流れ、南には泰山が控えている。人口のほとんどは漢族であるが、満族や回族なども居住している。
言語は北京語に近いが声調がひどく訛る山東方言がある。済南は北京料理のもととなった、やわらかくて塩辛い「魯菜」（山東料理）でも知られている。城内に「天下第一泉」と呼ばれる趵突泉をはじめとする「七十二名泉」と呼ばれる水量の多く美しい泉水があるため、都市の別名を「泉城」という。豊かな自然と歴史資源を持つため、国家歴史文化名城に指定されている。

## 沿革

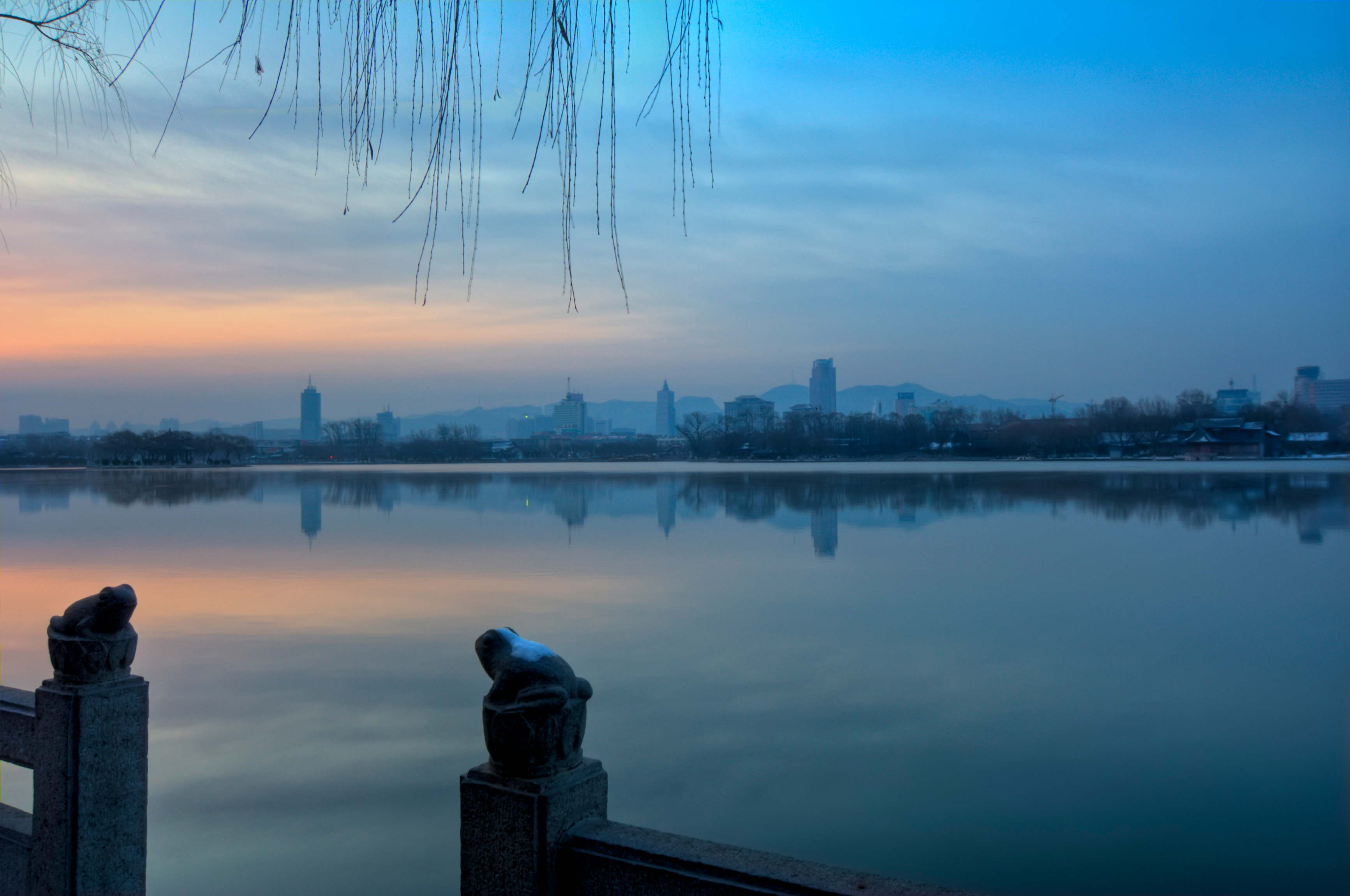
大明湖

もともと河南省済源市を源流とする済水という川がこの地を流れていたため、その南に前漢時代に済南郡が置かれたのが名の始まりである。後に黄河の流れが変わったとき、済水の河川敷はそのまま現在の黄河下流となってしまった。
史記によれば、三皇五帝のひとり、舜は歴山（現在の千仏山）で耕作と狩猟をしたという。このため市内には舜にちなんだ泉や地名が多い。
実際にもここが黄河文明の中心の一つだったと見られる。1930年、章丘県龍山鎮から黒陶が発掘され、青銅器文化にいたる直前の龍山文化はこの地から名づけられた。現在の市街の下にある古代の都市跡は、その居住は殷のはじめ頃に遡ると考えられている。周代から次第に繁栄し、西晋時代には仏教が広まるとともに多くの仏教寺院がこの地に集中し、仏教の中心の一つとなった。
北宋時代には章丘に女流詩人の李清照と夫の金石家の趙明誠が住み『金石録』を編むなど、済南は詩や書画などの文化の都として知られた。清代にも蒲松齢・王士禎などの文人がここで活躍するなど、文人の都としての伝統は長く受け継がれた。また中国のみならず世界最古の広告チラシの印刷用の原版（銅でできた板に『済南劉家功夫針鋪』とあり、現在上海博物館所蔵）が出土するなど、商業都市としても知られ、王朝の中でも収める租税の額が最高に近かった。明代からは山東省の省都となっている。
商業都市としての重要性は清代、中華民国時代にも続き、近代以降は日本人を含む多くの外国人が商取引のため居住した.
日本総領事館、日本郵便局、国民学校、華北交通支店、日本陸軍師団本部が置かれ、多くの日本人が住む商都となった。民国の内戦中に日本人居留民が巻き込まれる済南事件が起こっている。日中戦争で破壊をまぬがれ戦前の建物が市内中心部に多く残されており、改革開放後は商工業都市として順調に成長している。

## 地理

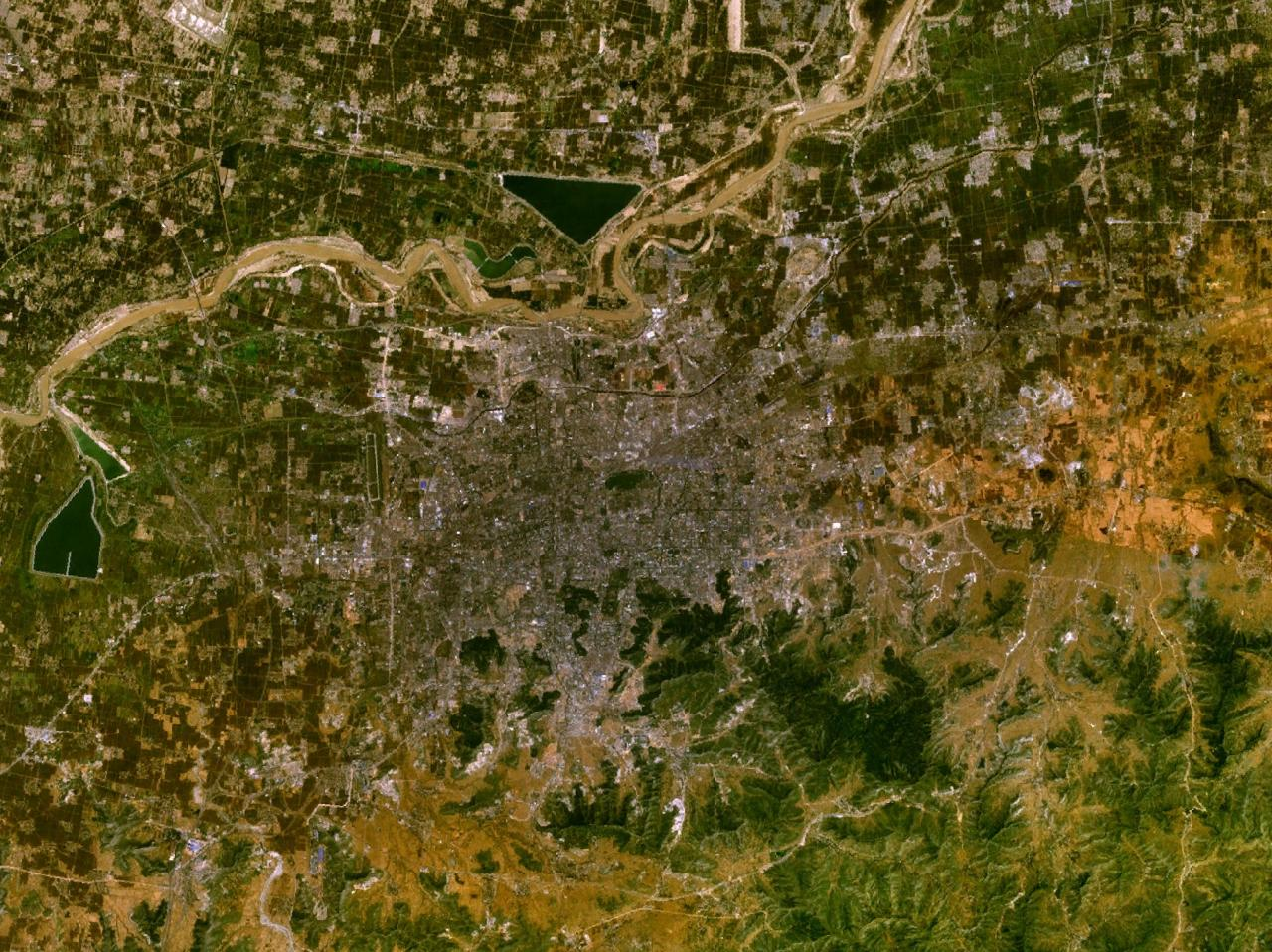
済南とその周辺地域の衛星画像

済南市は北緯36度40分，東経117度00分に位置している。北側は黄河に沿った沖積平野であり、南側は泰山へと続く丘陵地帯になっており、土地は北が低く南が高い地勢となっている。主要な河川は黄河、小清河、徒駭河の三つ。大明湖、白雲湖、芽荘湖等の湖沼が散在する。長城嶺、跑馬嶺、梯子山、黒牛寨などの山が市域内にある。陸地面積は8,154平方km、うち山地や丘陵が3,000平方km余り、平原が5,000平方kmほどである。
黄河の南に城壁に囲まれた済南の旧市街があり、その北半分が大明湖という面積46万平方mほどの大きな湖になっている。

### 気候
済南は温帯の半湿潤大陸性気候に属し、四季がはっきりしている。春は乾燥し雨が少なく、夏は暑く雨が多く、秋はさわやかで、冬は乾燥して寒く平均最高気温は3.9℃ほどしかない。1月の平均気温は－0.5度、7月の平均気温は27.4度、年平均気温は14.7℃、年平均降水量は672.7mmである。
| 済南 (1971-2000)の気候                                                                           | 済南 (1971-2000)の気候 | 済南 (1971-2000)の気候 | 済南 (1971-2000)の気候 | 済南 (1971-2000)の気候 | 済南 (1971-2000)の気候 | 済南 (1971-2000)の気候 | 済南 (1971-2000)の気候 | 済南 (1971-2000)の気候 | 済南 (1971-2000)の気候 | 済南 (1971-2000)の気候 | 済南 (1971-2000)の気候 | 済南 (1971-2000)の気候 | 済南 (1971-2000)の気候 |
| 月                                                                                               | 1月                    | 2月                    | 3月                    | 4月                    | 5月                    | 6月                    | 7月                    | 8月                    | 9月                    | 10月                   | 11月                   | 12月                   | 年                     |
| ------------------------------------------------------------------------------------------------ | ---------------------- | ---------------------- | ---------------------- | ---------------------- | ---------------------- | ---------------------- | ---------------------- | ---------------------- | ---------------------- | ---------------------- | ---------------------- | ---------------------- | ---------------------- |
| 平均最高気温 °C （°F）                                                                           | 3.9 (39)               | 6.9 (44.4)             | 13.3 (55.9)            | 21.6 (70.9)            | 27.1 (80.8)            | 31.6 (88.9)            | 31.9 (89.4)            | 30.6 (87.1)            | 26.9 (80.4)            | 21.2 (70.2)            | 13.0 (55.4)            | 6.0 (42.8)             | 19.5 (67.1)            |
| 平均最低気温 °C （°F）                                                                           | −3.9 (25)              | −1.6 (29.1)            | 3.9 (39)               | 11.3 (52.3)            | 16.8 (62.2)            | 21.6 (70.9)            | 23.6 (74.5)            | 22.5 (72.5)            | 17.7 (63.9)            | 11.8 (53.2)            | 4.5 (40.1)             | −1.7 (28.9)            | 10.6 (51.1)            |
| 降水量 mm （inch）                                                                               | 5.7 (0.224)            | 8.5 (0.335)            | 15.3 (0.602)           | 27.4 (1.079)           | 46.6 (1.835)           | 78.3 (3.083)           | 201.3 (7.925)          | 170.3 (6.705)          | 58.5 (2.303)           | 36.5 (1.437)           | 16.2 (0.638)           | 8.2 (0.323)            | 672.7 (26.484)         |
| % 湿度                                                                                           | 53                     | 50                     | 47                     | 46                     | 50                     | 55                     | 72                     | 75                     | 64                     | 58                     | 56                     | 55                     | 57                     |
| 平均月間日照時間                                                                                 | 170.9                  | 172.4                  | 212.8                  | 242.9                  | 275.2                  | 258.2                  | 214.5                  | 219.0                  | 221.1                  | 215.1                  | 177.1                  | 167.6                  | 2,546.8                |
| 出典：China Meteorological Administration, National Meteorological Information Center 2009-03-17 |                        |                        |                        |                        |                        |                        |                        |                        |                        |                        |                        |                        |                        |

## 行政区画
10市轄区・2県を統轄する。
- 市轄区：
  - 歴下区（れきか-く）
市中区（しちゅう-く）
天橋区（てんきょう-く）
槐蔭区（かいいん-く）
歴城区（れきじょう-く）
長清区（ちょうせい-く）
章丘区（しょうきゅう-く）
済陽区（さいよう-く）
萊蕪区（らいぶ-く）
鋼城区（こうじょう-く）
- 県：
  - 平陰県（へいいん-けん）
商河県（しょうが-けん）

歴城区大部・長清区・章丘区・済陽区・萊蕪区・鋼城区は済南の中心市街地から離れており、実質的に済南市の中心市街地を構成するのは歴下区・市中区・天橋区・槐蔭区と歴城区の一部である。
| 済南市の地図                                                                        |
| ----------------------------------------------------------------------------------- |
| 歴下区 市中区 槐蔭区 天橋区 歴城区 長清区 章丘区 済陽区 萊蕪区 鋼城区 平陰県 商河県 |

### 年表
この節の出典

#### 済南市

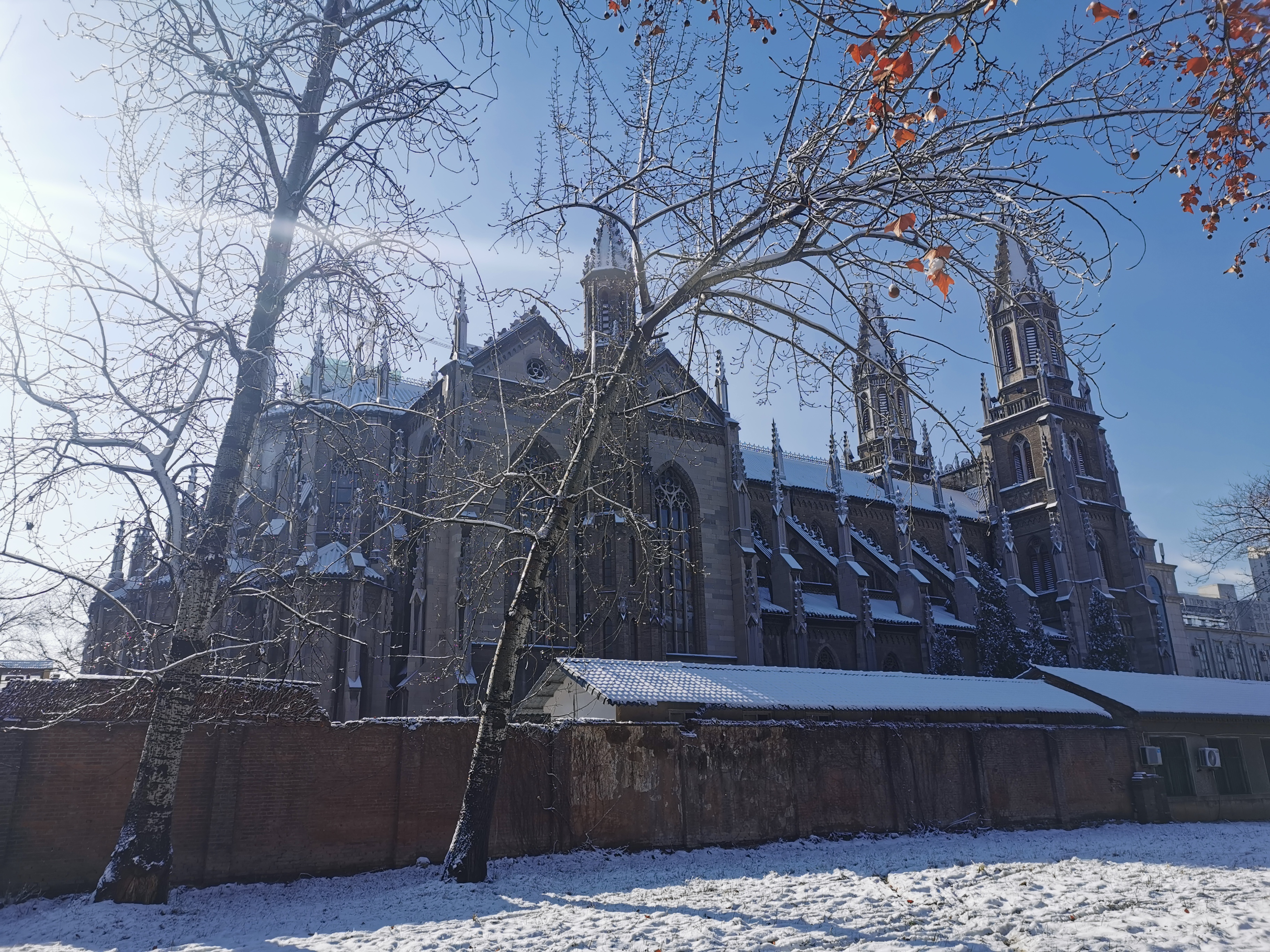
洪家樓大聖堂

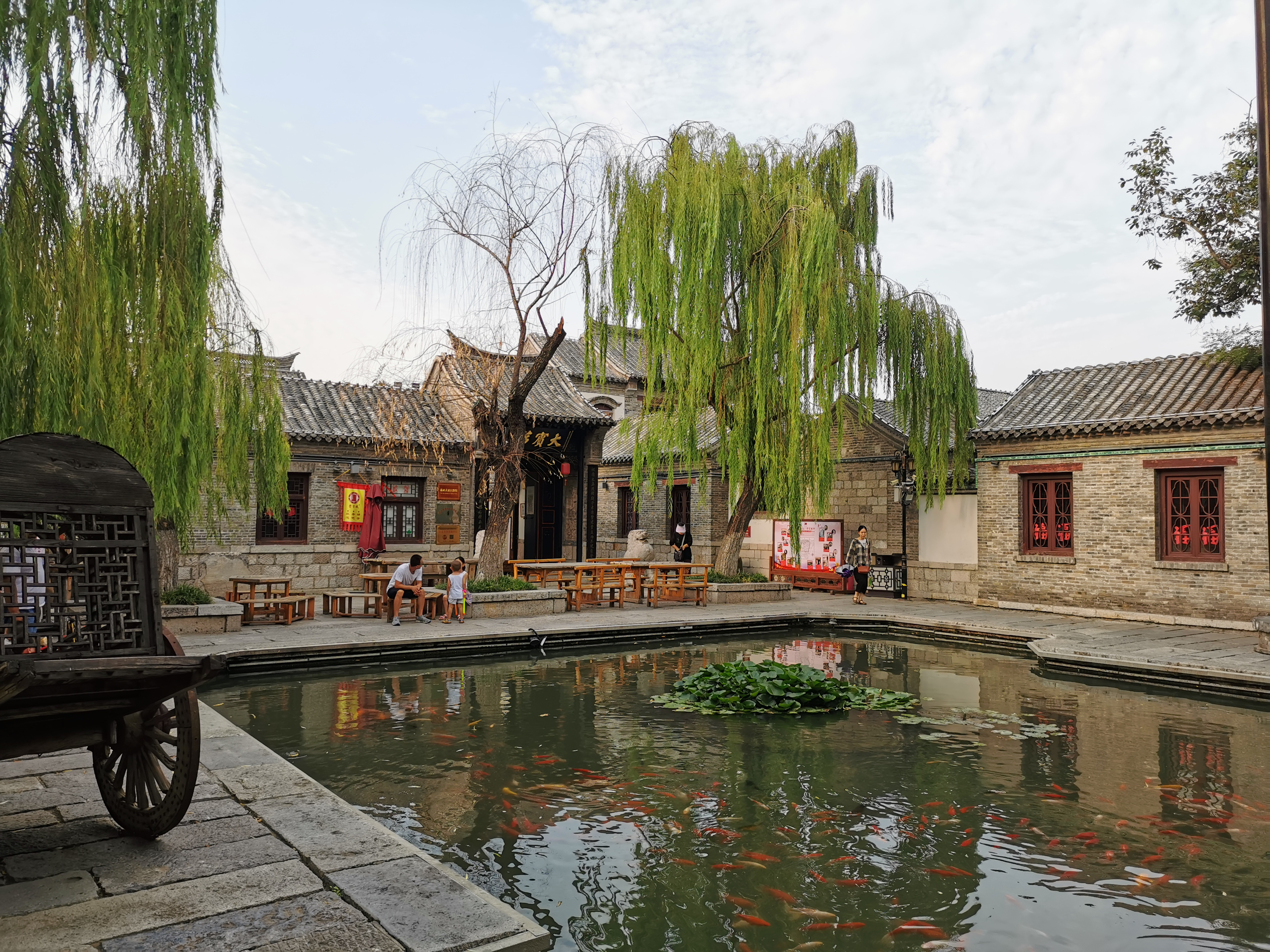
旧城内の歴史的地区、百花洲

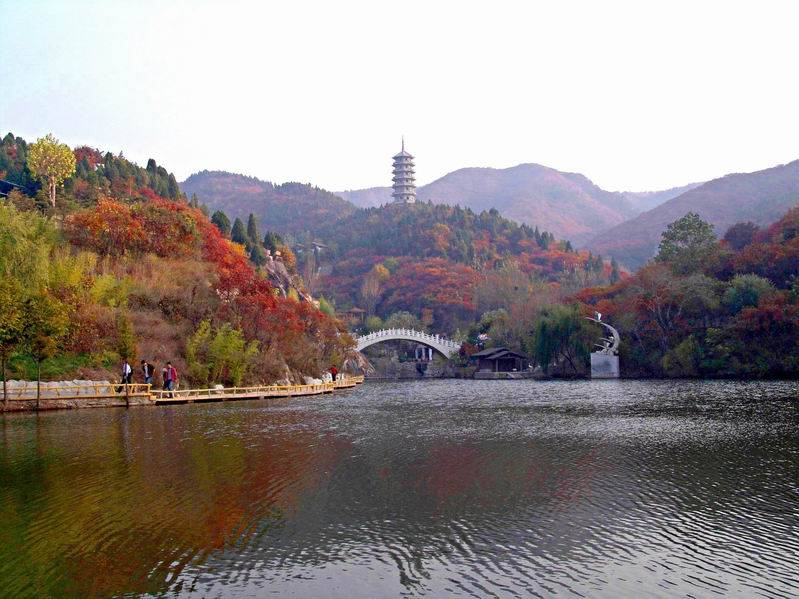
紅葉谷国家森林公園

- 1949年10月1日 - 中華人民共和国山東省済南市が発足。一区から十一区までの区が成立。(11区)
- 1950年12月 - 七区から十一区までの区が郊一区から郊五区にそれぞれ改称。(11区)
- 1951年1月 - 郊一区・郊三区・郊四区の各一部が六区に編入。(11区)
- 1951年4月11日 - 郊一区の一部が分立し、郊六区が発足。(12区)
- 1954年12月31日 (10区)
  - 二区が一区に編入。
  - 郊六区が三区・四区・五区・六区・郊一区・郊三区に編入。
  - 三区から六区までの区が二区から五区にそれぞれ改称。
  - 泰安専区歴城県の一部が郊三区に編入。
- 1955年9月 - 郊五区の一部が三区に編入。(10区)
- 1955年12月27日 - 一区が歴下区に、二区が濼源区に、三区が市中区に、四区が天橋区に、五区が槐蔭区に、郊一区が黄台区に、郊二区が北園区に、郊三区が段店区に、郊四区が薬山区に、郊五区が玉符区にそれぞれ改称。(10区)
- 1956年5月18日 - 泰安専区歴城県の一部が段店区・黄台区・玉符区に分割編入。(10区)
- 1956年7月16日 (5区)
  - 濼源区が天橋区・歴下区・市中区に分割編入。
  - 市中区の一部が槐蔭区に編入。
  - 黄台区・北園区・段店区・薬山区・玉符区が合併し、郊区が発足。
- 1958年4月18日 - 郊区が泰安専区歴城県に編入。(4区)
- 1958年11月 - 泰安専区泰山市・章丘県・長清県・泰安県・萊蕪県・寧陽県・歴城県・新泰県を編入。(4区1市7県)
  - 新泰県の一部が済寧専区泗水県に編入。
- 1958年12月20日 (4区1市6県)
  - 泰安県が泰山市に編入。
  - 泰山市が泰安市に改称。
- 1959年12月7日 (4区1市6県)
  - 歴城県の一部が分立し、市東区が発足。
  - 市中区が歴下区・槐蔭区に分割編入。
- 1960年2月17日 (5区1市6県)
  - 槐蔭区の一部が分立し、市中区が発足。
  - 歴城県の一部が歴下区・槐蔭区に分割編入。
- 1960年3月28日 (5区2市6県)
  - 新泰県の一部が分立し、新汶市が発足。
  - 聊城専区東平県の一部が分立し、平陰県が発足。
  - 長清県が平陰県・歴城県、聊城専区肥城県に分割編入。
- 1960年4月2日 - 聊城専区肥城県を編入。(5区2市7県)
- 1960年4月21日 - 平陰県が菏沢専区に編入。(5区2市6県)
- 1961年3月 - 市東区が歴城県に編入。(4区2市6県)
- 1961年7月1日 - 泰安市・新汶市・章丘県・萊蕪県・新泰県・寧陽県・肥城県が泰安専区に編入。(4区1県)
- 1961年7月9日 - 歴城県の一部が分立し、泰安専区長清県となる。(4区1県)
- 1961年10月 - 歴下区の一部が市中区に編入。(4区1県)
- 1965年8月 (4区1県)
  - 歴下区・槐蔭区のそれぞれ一部が歴城県に編入。
  - 歴城県の一部が市中区に編入。
- 1966年9月 (4区1県)
  - 市中区が紅旗区に改称。
  - 天橋区が向陽区に改称。
  - 槐蔭区が東風区に改称。
- 1973年 (4区1県)
  - 紅旗区が市中区に改称。
  - 向陽区が天橋区に改称。
  - 東風区が槐蔭区に改称。
- 1978年5月14日 - 歴城県の一部が分立し、郊区が発足。(5区1県)
- 1978年9月 - 郊区の一部が市中区に編入。(5区1県)
- 1978年11月17日 - 泰安地区章丘県・長清県を編入。(5区3県)
- 1980年4月 - 市中区の一部が郊区に編入。(5区3県)
- 1985年3月27日 - 泰安地区平陰県を編入。(5区4県)
- 1987年4月11日 (5区3県)
  - 郊区の一部が歴下区・市中区・天橋区・槐蔭区に分割編入。
  - 歴城県および郊区の残部が合併し、歴城区が発足。
- 1989年12月2日 (5区5県)
  - 徳州地区済陽県・商河県を編入。
  - 徳州地区斉河県の一部が歴城区に編入。
- 1990年1月1日 (5区5県)
  - 商河県の一部が徳州地区楽陵市に編入。
  - 歴城区の一部が徳州地区斉河県に編入。
- 1992年8月1日 - 章丘県が市制施行し、章丘市となる。(5区1市4県)
- 1996年1月23日 - 平陰県の一部が泰安市東平県に編入。(5区1市4県)
- 2000年1月4日 - 歴城区の一部が市中区・天橋区に分割編入。(5区1市4県)
- 2001年6月26日 - 長清県が区制施行し、長清区となる。(6区1市3県)
- 2016年9月14日 - 章丘市が区制施行し、章丘区となる。(7区3県)
- 2018年6月19日 - 済陽県が区制施行し、済陽区となる。(8区2県)
- 2018年12月26日 (10区2県)
  - 萊蕪市萊城区・鋼城区を編入。
  - 萊城区が萊蕪区に改称。

#### 萊蕪市
- 1992年11月22日 - 山東省泰安市萊蕪市が地級市の萊蕪市に昇格。萊城区・鋼城区を設置。(2区)
- 2006年6月23日 - 萊城区の一部が鋼城区に編入。(2区)
- 2018年12月26日 - 萊城区・鋼城区が済南市に編入。

## 教育
省都のため、多くの高等教育機関が済南に集まっている。
- 山東大学
- 済南大学
- 山東師範大学
- 山東第一医科大学
- 山東建築大学
- 山東中医薬大学
- 山東工芸美術学院
- 山東芸術学院
- 山東政法学院
- 山東体育学院
- 山東財経大学
- 山東科技大学－済南校区
- 山東電力高等専科学校
- 山東女子学院
- 斉魯工業大学
- 山東管理学院
- 山東青年政治学院

## 交通

### 鉄道

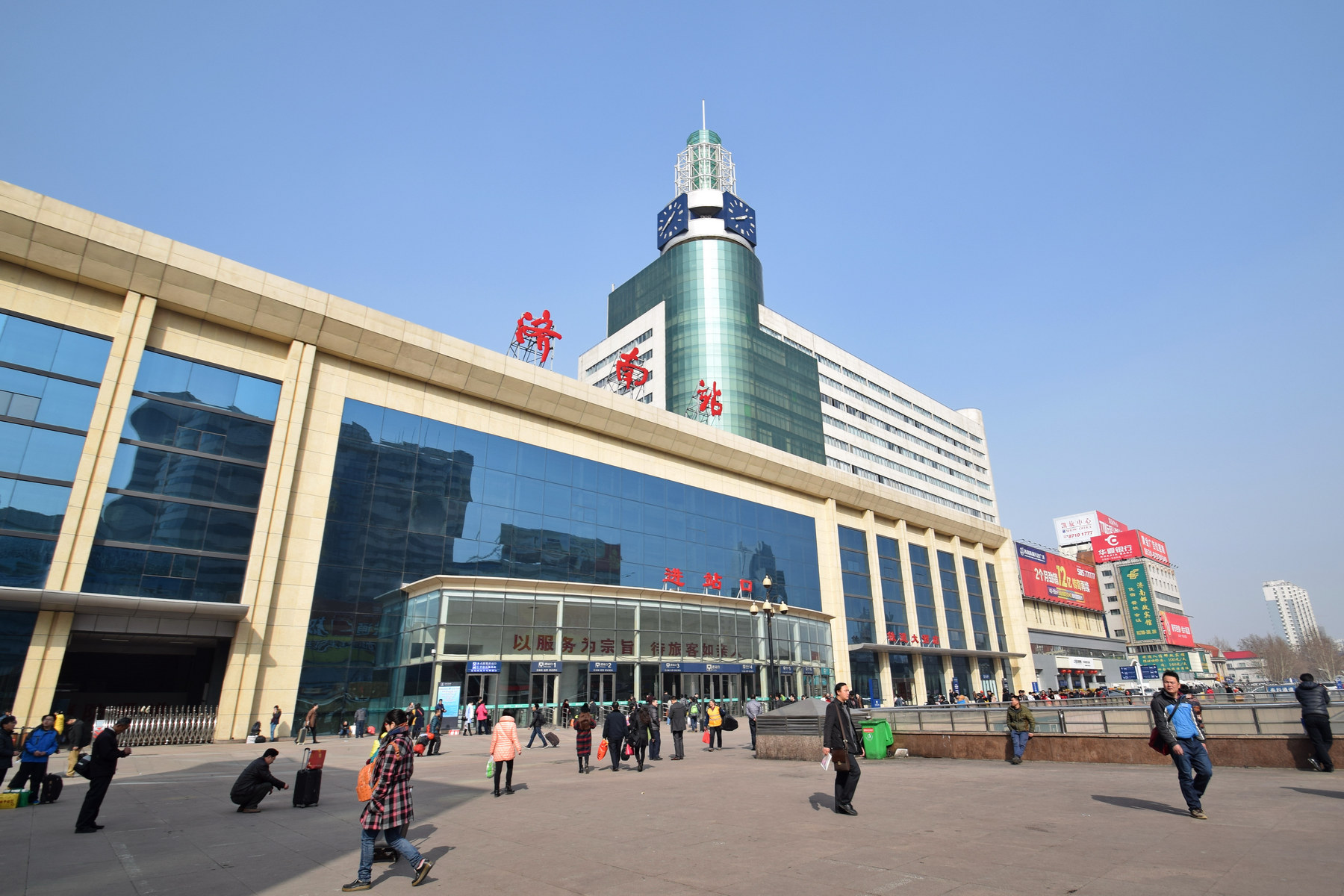
済南駅

1904年、膠済線（青島～済南）がドイツ資本によって開通し、さらに津浦線（天津～上海、現在の京滬線）が開通すると二つの鉄道がクロスする交通の要所となった。1992年には邯済線（邯鄲～済南）が、2008年には膠済旅客専用線が開業し、青島との間に高速鉄道の運行が開始された。現在でも済南駅は全国の旅客列車が通過する駅で、大きな貨物ターミナル施設を備えている。2011年6月30日に開業した北京と上海を結ぶ京滬高速鉄道は済南西駅を通っている。その後も新路線の建設が進み、2017年に石済旅客専用線、2018年に済南-青島間2本目の高速鉄道である済青高速鉄道、2022年には済鄭高速鉄道が開業した。現在も済浜都市間鉄道などの新たな高速鉄道路線の建設が続いており、済南は高速鉄道のハブとして今後一層の交通利便性向上が図られる。なお、済南地下鉄が2019年より開業しており、1号線、2号線、3号線が開通している。

### 道路
近年は全国的な高速道路ネットワークの中心となり、済南と青島を結ぶ青銀高速道路、北京と福州を結ぶ京台高速道路、北京と上海を結ぶ京滬高速道路など、中国の南北軸と東西軸の交点となり、これらを結ぶ市内環状高速道路もできている。
G104国道、G220国道、G308国道、G309国道の4本の国道が交差する。

### 港湾・空港
物流では高速道路や鉄道を使って青島港が使えるほか、内陸コンテナターミナルも済南にできている。済南遥墻国際空港は国内各地を結んでいる。

## 経済
古くから商工業が発達し、1904年には開港地となった。
また、市内では重工業や軽工業の企業が多数操業し、改革開放によって大きく成長した。済鋼集団（2008年まで社名は「済南鋼鉄集団総公司」）の傘下にある済南鋼鉄股份有限公司（済南鋼鉄）は中国有数の鉄鋼メーカーである。また、現在は保険、情報技術、通信、観光など、高度なサービス業やハイテク産業に力を入れている。また大型商業施設や高級商業施設が多く、市内の繁華街には日系百貨店の伊勢丹も進出していた。

### 大規模産業企業

#### 重工業
- 山東エネルギー集団
- 山東電力集団
- 山東重工集団
- 山東鋼鉄集団
- 山東黄金集団
- 中国重型自動車集団
- 中国石化集団済南分公司
- 山東高速集団
- 魯能集団
- 山水グループ
- 済南柴油機股份有限公司
- 済南一工作機械集団
- 済南二工作機械集団
- 済南鉄路集団
- 山東法因数値控制機股份有限公司
- 済南変圧器集団
- 済南鍋炉集団
- 山東斉魯電機制造有限公司
- 章丘海爾電機有限公司
- 済南庚辰鋼鉄有限公司、済南玫徳鋳造有限公司
- 中車山東機車車輛

#### 軽工業
- 浪潮集団
- 九陽
- 宏済堂
- 徳馨斎
- 斉魯製薬
- 中国軽騎集団
- 山東コンチネンタル・瑞特新エネルギー有限公司
- 山東桑楽太陽光有限公司
- 済南趵突泉酒造株式会社

## 古跡・観光地

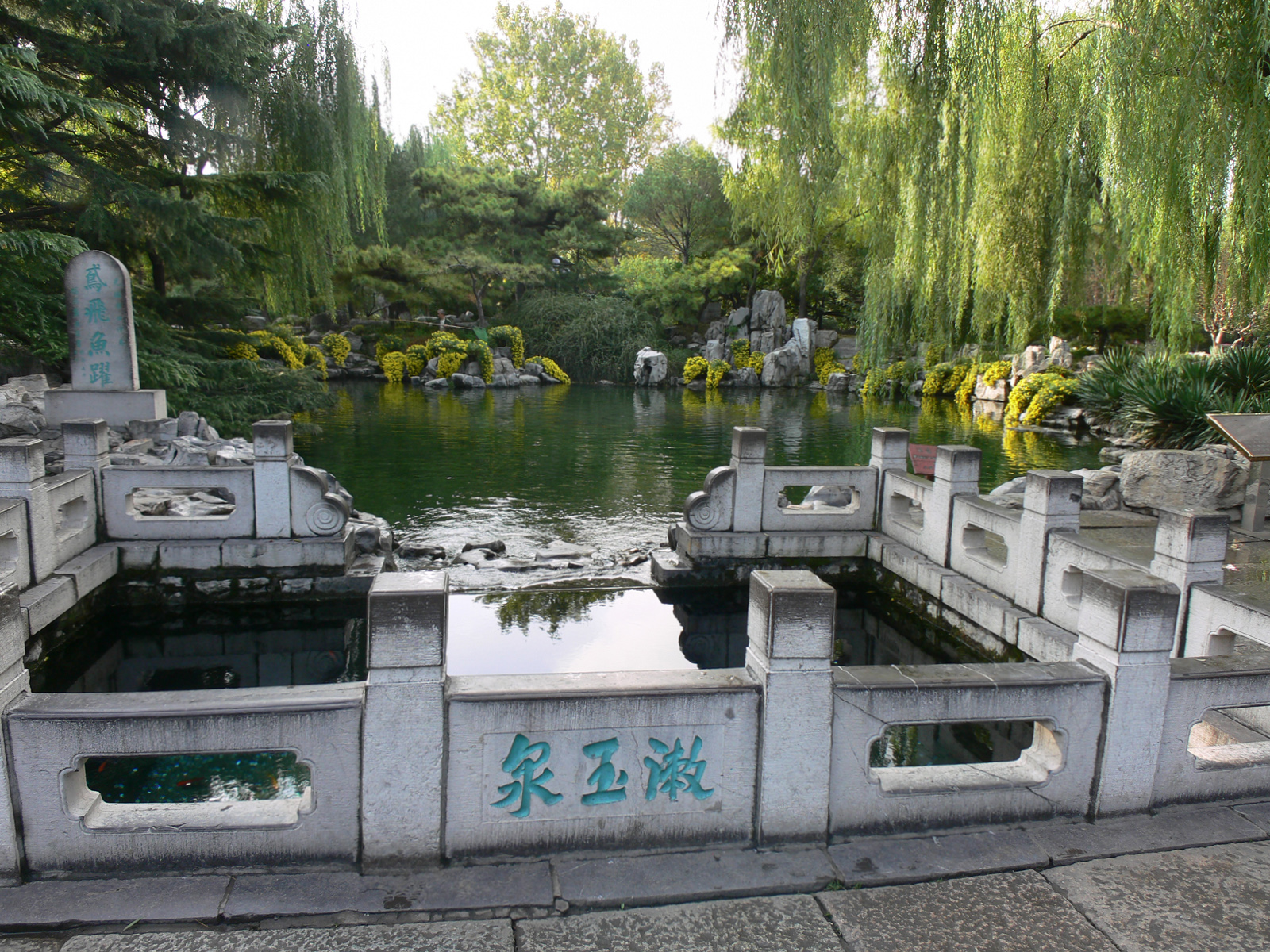
七十二名泉の一つ、漱玉泉。李清照紀念館に隣接する

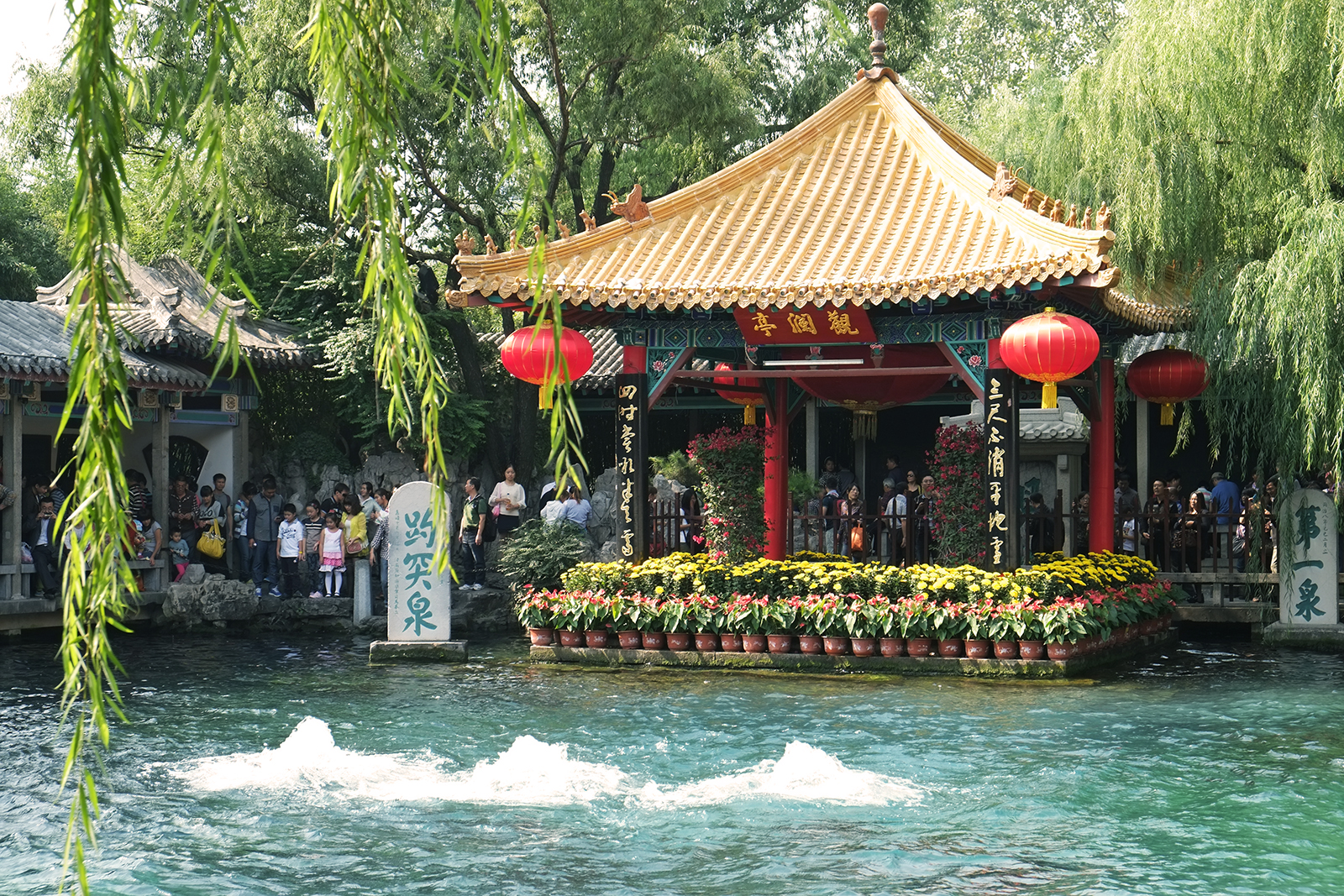
趵突泉公園

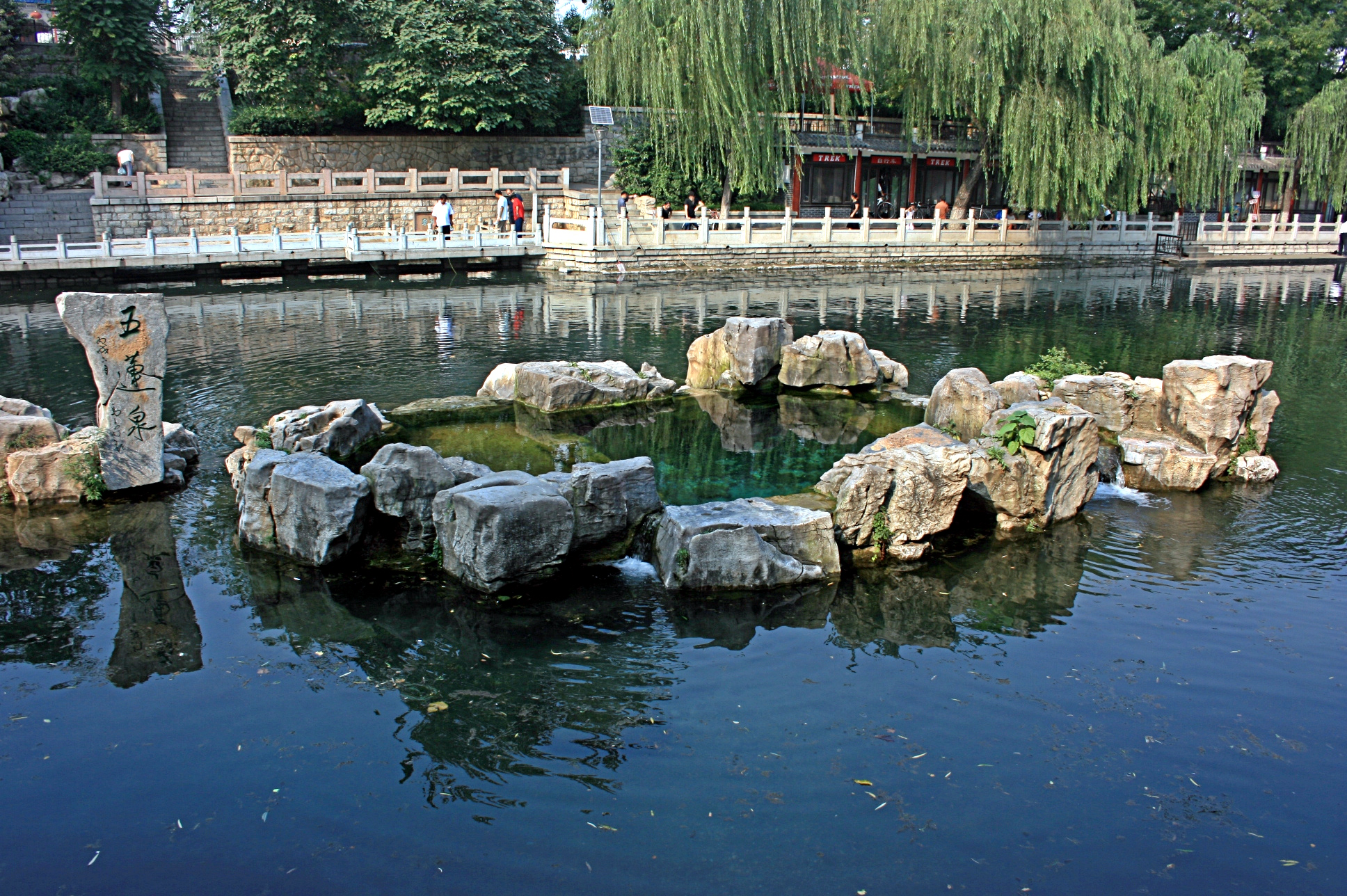
七十二名泉の一つ、五蓮泉

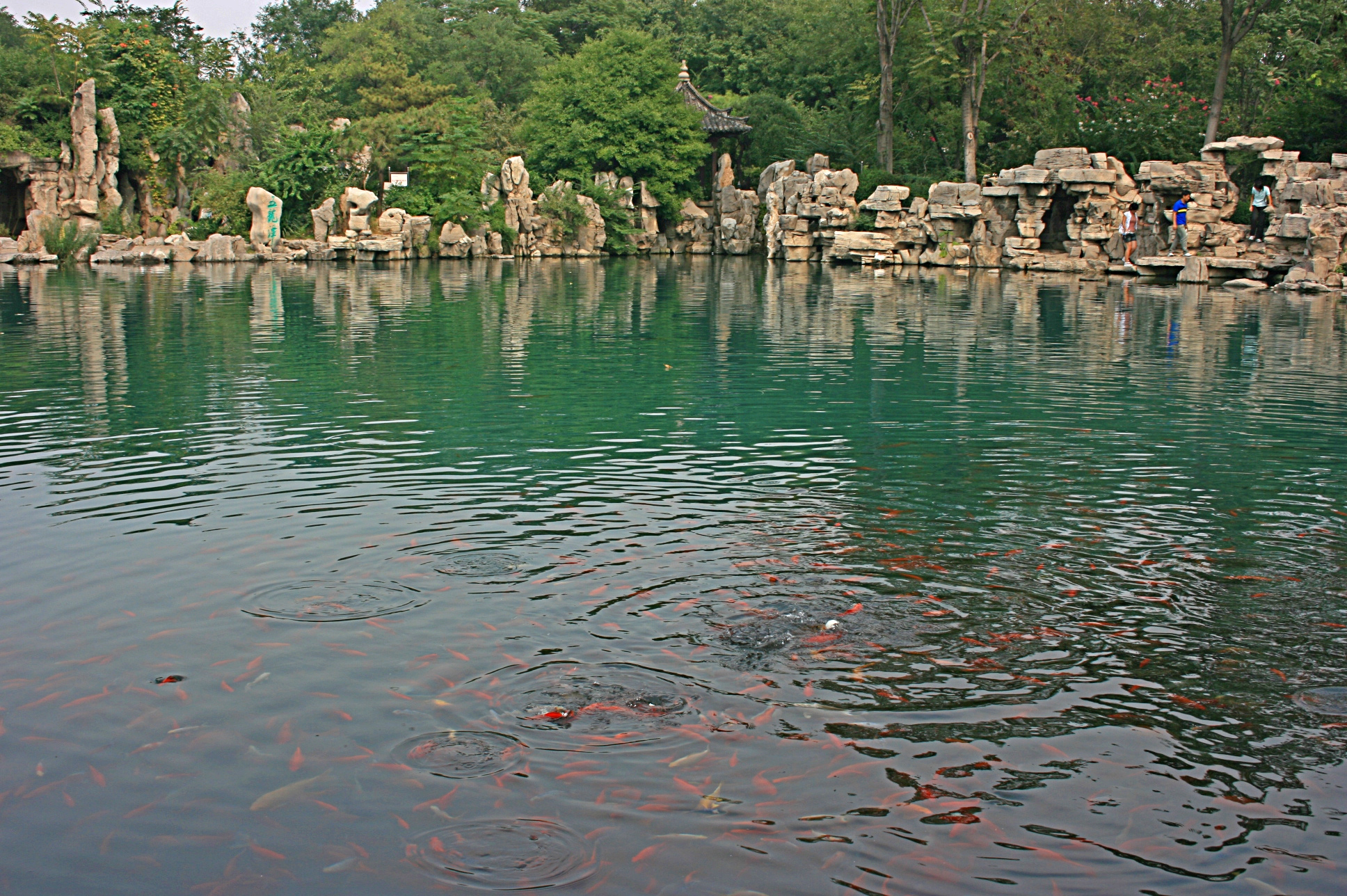
五龍潭。多くの泉からの水が流れ込む

済南は雄大な黄河と、湖や柳の木々の景観の美しさで知られている。その美しさは杜甫ほか、清代まで1000年以上にわたり数多くの詩人や文人にたたえられてきた。
済南の三大名勝と呼ばれるのは以下の三つである。
- 趵突泉（しゃくとつせん）：良質な水が大量に湧き出している。古代より「濼」などの名で有名で、『春秋』にも「公（魯の桓公）及び斉侯（斉の襄公）は濼に於いて会う」とある。乾隆帝の「天下第一泉」の額が飾られている。
- 千仏山：仏教の聖地。古くは舜帝が耕作をしていた場所とされる。隋代以降、山の各地の岩に仏像が彫られ、千仏山の名で呼ばれるようになった。唐代の大寺・興国寺が中心になっている。
- 大明湖：旧城内にあり、市内各地の泉からの水が流れ込む湖。多数の柳に囲まれており、楼閣や亭台が散在し古来多くの詩や文の舞台となった。

その他の名所には以下の様なものもある。
- 四門塔：歴城区柳埠街道の神通寺の跡地にある石塔。
- 九頂塔：歴城区柳埠街道の九塔寺の跡地にある石塔。
- 城子崖遺跡：龍山文化の遺跡。
- 大辛荘遺跡：殷代の遺跡。
- 劉台子遺跡：殷周の遺跡。
- 済南府学文廟：旧済南府にある孔子を祀った廟、北宋の熙寧年間（1068年-1077年）に建設された。
- 山東省博物館

## スポーツ
- 中国サッカー・スーパーリーグのプロチーム山東魯能の本拠地。ホームスタジアムは済南奥林匹克体育中心スタジアム（2012年までは山東省体育センタースタジアム）。

## 友好都市
| - 日本、和歌山市（1983年1月14日より） - 日本、山口市（1985年9月20日より） - イギリス、コヴェントリー（1983年10月3日より） - アメリカ合衆国、サクラメント（1985年5月29日より） - カナダ、レジャイナ（1987年8月10日より） - パプアニューギニア、ポートモレスビー（1988年9月28日より） | - 韓国、水原市（1993年10月27日より） - ロシア、ニジニ・ノヴゴロド（1994年9月25日より） - フィンランド、ヴァンター（2001年8月27日より） - オーストラリア、ジューンダラップ（2004年9月4日より） - ドイツ、アウクスブルク（2004年10月10日より） - フランス、レンヌ（1985年より） |